# Adrian Garvey
Adrian Christopher Garvey (Bulawayo, 25 de junho de 1968) é um ex-jogador de rugby zimbabuano.
Garvey jogou duas Copa do Mundo de Rugby: em 1991, pela terra natal (no que foi a última edição disputada pelo Zimbábue) e 1999, pela vizinha África do Sul. É um dos poucos a terem disputado Copas por duas seleções diferentes. Pelos Springboks, venceu um Tri Nations, em 1998.